# Vasco Touguinha

## Biografia
Vasco António Pinhão Ramos Teles Touguinha (Lisboa, 29 de novembro, 1988), é um advogado e político português. É vereador na Câmara Municipal de Loures e Presidente do PSD do Concelho de Loures.

## Percurso Académico e Profissional
Licenciou-se em Direito pela Universidade Lusíada de Lisboa, onde também completou a Pós-Graduação em Ciências Jurídico Empresariais. Possui uma Especialização em Direito e Economia pela Faculdade de Direito da Universidade de Lisboa. É Mestrando em Direito das Empresas e do Trabalho no ISCTE-IUL e em MPA – Administração Pública no Instituto Superior de Ciências Sociais e Políticas da Universidade de Lisboa.
Iniciou cedo a sua vida profissional, tendo sido professor de Inglês no Instituto Nuclisol - Jean Piaget, Gestor de Desenvolvimento de Negócios na Lydia e na Universidade Católica Portuguesa. Em 2019, começou a exercer advocacia, sendo cofundador da Leite de Campos, Teles Touguinha & Associados – Sociedade de Advogados em 2021.

## Percurso Político e Associativo
Vasco Touguinha teve um percurso associativo intenso, tendo sido presidente da Associação Académica da Universidade Lusíada entre 2011 e 2014, instituição onde estudou. Posteriormente foi Vice-Presidente da Direção da Associação Académica de Lisboa (2013-2014), Presidente da Mesa da Assembleia Geral da Associação Académica de Lisboa (2014-2015), e Presidente da FNESPC - Federação Nacional do Ensino Superior Particular e Cooperativo, entre 2015 e 2017. Em 2016 foi vogal da Direção no Conselho Nacional de Juventude, cargo que ocupou até 2018. Tornou-se conselheiro no Conselho Nacional de Educação em 2019. Paralelamente, ingressou na Juventude Social Democrata e no Partido Social Democrata aos 24 anos, onde tem vindo a assumir diferentes responsabilidades, incluindo Presidente da JSD Loures, Vice-Presidente da Distrital de Lisboa, e Conselheiro do Conselho Nacional.
Em 2013, nas eleições autárquicas foi eleito membro da Assembleia de Freguesia de Loures, e nas eleições de 2021 integrou a lista do PSD à Câmara Municipal de Loures em 2º lugar, tendo assumido os pelouros. Vasco Touguinha é responsável pela Divisão de Bem-estar Animal, que inclui a Unidade do Centro de Recolha Oficial, pela Divisão de Turismo, e pela Divisão de Património Cultural e Bibliotecas, abrangendo a Unidade de Bibliotecas e Leitura Pública e a Unidade de Património e Museologia, sendo também responsável pelo Festival do Caracol Saloio.
Em 2023 foi eleito presidente da Concelhia do PSD de Loures.